# North Hero
North Hero är en kommun (town) i Grand Isle County i delstaten Vermont, USA. Kommunen är huvudort (county seat) i Grand Isle County. Vid folkräkningen år 2010 bodde 803 personer på orten. Den har enligt United States Census Bureau en area på totalt 120,6 km² varav 85,1 km² är vatten.  